# Казале (Латина)
Казале је насеље у Италији у округу Латина, региону Лацио.
Према процени из 2011. у насељу је живело 50 становника. Насеље се налази на надморској висини од 123 м.